# المتحف الوطني للفن المعاصر
المتحف الوطني للفن المعاصر (بالفرنسية: Musée National d'Art Moderne)‏ هو متحف للفن الحديث يتواجد بمركز جورج بومبيدو في الدائرة الرابعة من مدينة باريس. ويعتبر المتحف الرئيسي للفن المعاصر بفرنسا. كما يُعد من أكثر المتاحف زيارة في العالم.

## روابط خارجية
- الموقع الرسمي للمتحف
- الموقع الرسمي لمركز بومبيدو
- الموقع الرسمي لمركز بومبيدو-متز